# ماري ياغوشي

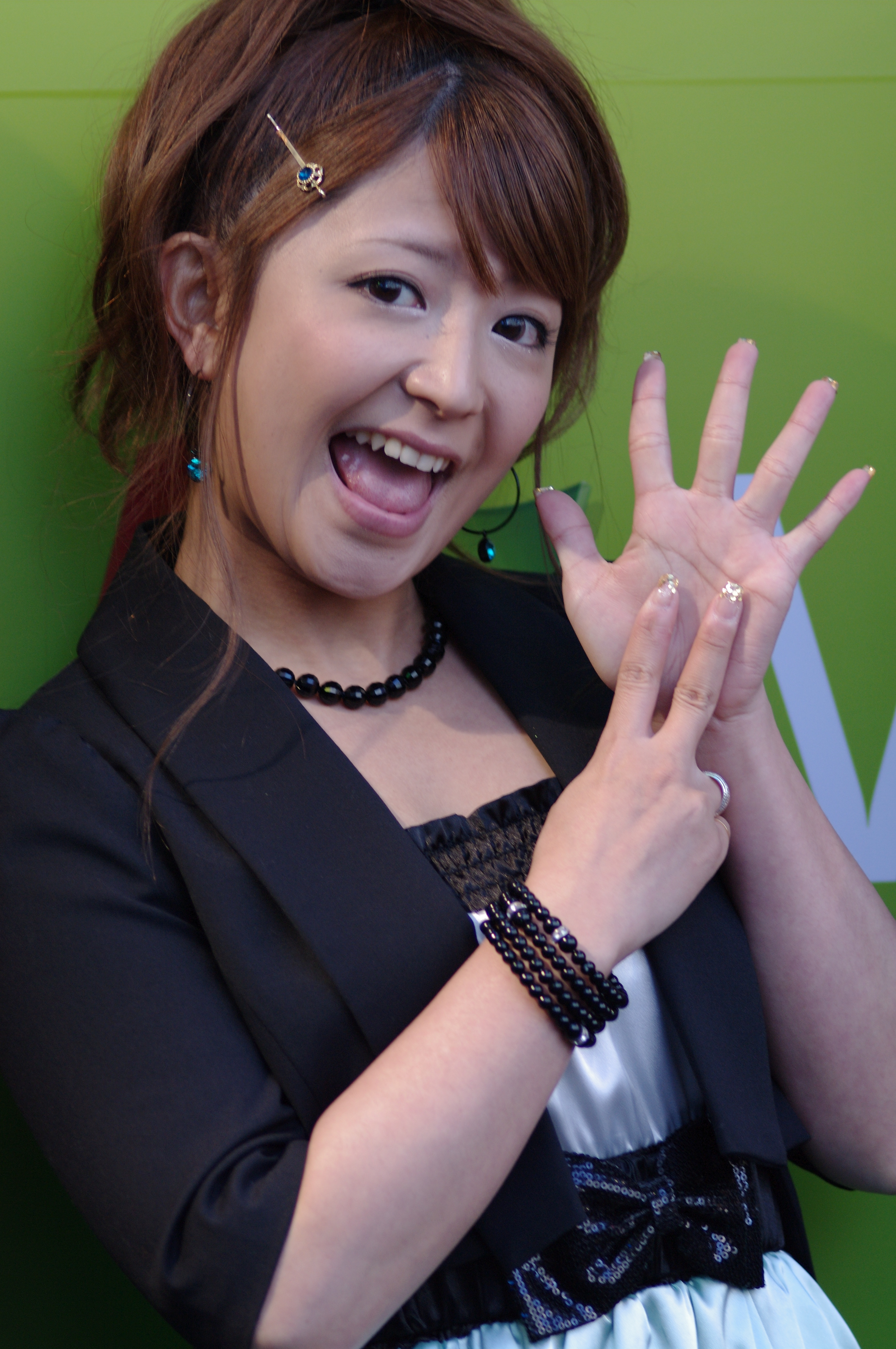
ماري ياغوشي

ماري ياغوشي (مواليد 20 يناير، 1983 في يوكوهاما،كاناغاوا في اليابان) هي عضوة في هلو! بروجكت. ظهرت في الفرق الغنائية التالية: Tanpopo, Mini Moni, Aoiro 7, 7nin Matsuri, Sexy 8, 11 Water, ZYX, ROMANS. مثلت أداءً صوتياً في فيلم رحلة إلى مركز الأرض.

## روابط خارجية
- ماري ياغوشي على موقع IMDb (الإنجليزية)
- ماري ياغوشي على موقع ميوزك برينز (الإنجليزية)
- ماري ياغوشي على موقع ديسكوغز (الإنجليزية)
- ماري ياغوشي على موقع قاعدة بيانات الفيلم (الإنجليزية)